# 西崎 (糸満市)
西崎（にしざき）は沖縄県糸満市の北西部にある地域である。

## 概要
市の新たな都市開発と工場誘致による産業振興の目的で1970年代後半に一部を埋め立てた後（沖縄水産高校などが移転）、1980年に大部分の埋め立てが開始、総面積約2.7平方km、総工費約360億円をかけて、1984年に完成した。市にとって川尻地区（西川町、1968年竣工）、糸満漁港西側（旧市役所周辺、1970年竣工）に次ぐ埋立地で、その後に完成した潮崎町などの埋立地も含めて面積は最大である。
現在の国道331号（沖縄西海岸道路）を境に、東側は住宅・商業施設、学校・運動公園などの公共施設といった新たな市街地。西側には大型船が接岸可能な漁港をはじめ漁業の町を生かした水産加工施設や中小企業の工場や倉庫などの工業団地に大きく分かれる。完成後は住民が次々と移住し、主な企業が工場を建設。これまでの市街地だった字糸満（旧糸満町）に替わる市最大の街として大きく発展した。
1994年には西崎町1丁目と2丁目のそれぞれ大半が南隣の字糸満西川区とともに住居表示が行われ、「町」が取られ「西崎」となり、西崎町1丁目は西崎1丁目、西崎町2丁目は報得川を境に西側を西崎2丁目、東側を西崎6丁目に分かれた。糸満市はそれ以来住居表示が行われていない。当地域では住所のうえでは住居表示実施部分は「西崎」、未実施部分は「西崎町」となっており、郵便番号も「西崎」は「901-0305」、「西崎町」は「901-0306」となっている。

## 西崎1丁目・西崎町1丁目
当地域でもっとも南にあり、最初に埋め立てたところで1970年代後半に一部が埋め立てられ、沖縄水産高校や糸満警察署（当時）が移転した。国道331号（糸満道路）から東側部分は1994年の住居表示で西崎1丁目となり、西崎町1丁目は同予定地より西側の糸満漁港北地区部分のみとなった。糸満漁港北地区の西端部分はリゾート用地で2006年に人工ビーチである「美々ビーチいとまん」がオープンしたほか、2009年にはリゾートホテルであるサザンビーチホテル&リゾートオキナワがオープンした。

### 主要施設

#### 西崎1丁目

##### 現存する施設
- 沖縄県立沖縄水産高等学校（1976年に那覇市泊の現在の沖縄県立泊高等学校より移転）
- 沖縄県立西崎特別支援学校
- サンエーV21にしざき食品館

##### かつて存在した施設
- 糸満警察署（1978年に字糸満町端区より移転、2020年に字糸満新屋敷区の旧糸満南小学校[2]跡地へ移転）
- 沖縄電力糸満営業所（1982年に字糸満新屋敷区の現糸満小学校運動場敷地内より移転、2015年に那覇支店に統合され廃止）
- 沖縄県水産試験場（2006年に沖縄県水産海洋センターに改称後、2013年に沖縄県水産海洋技術センターとして市最南端の喜屋武へ移転）
- 那覇地方法務局糸満出張所（2005年に那覇市の本局に統合され廃止）

#### 西崎町1丁目
- 糸満漁港（北地区）
  - 沖縄県水産公社地方卸売市場（イマイユ市場）
- 糸満漁港ふれあい公園
  - 美々ビーチいとまん（「美々」は「びび」とよむ）
  - 糸満フィッシャリーナ
- サザンビーチホテル&リゾートオキナワ

## 西崎2丁目・西崎町2丁目
当地域の中央部に位置しており、西崎小学校以外はほとんど住宅地で当地域で最も大きい集合住宅である県営西崎団地もある。かつては報得川から東の商業地も西崎町2丁目だったが、1994年の住居表示で報得川から西側が西崎2丁目、東側が西崎6丁目となり（いずれも沖縄県道250号糸満具志頭線より北側）、西崎町2丁目は西崎南橋南東部の一角のみとなった。

### 主要施設
- 糸満市立西崎小学校

## 西崎町3丁目
当地域の北東部に位置し、おおむね住宅地で西側に西崎運動公園、東側に中学校や病院、北側に小学校がある。住居表示未実施地域だが今後実施する場合、西崎町2丁目を報得川を境に2丁目と6丁目に分けたことから、西崎3丁目・4丁目・5丁目に分ける可能性が高いものの、住居表示の予定は今のところない。

### 主要施設
- 西崎総合運動公園
  - 西崎陸上競技場
  - 西崎総合体育館
  - 西崎球場
  - スポーツロッジ糸満
- 糸満市立西崎中学校
- 糸満市立光洋小学校
- 西崎病院

## 西崎町4丁目・5丁目
国道331号（豊見城道路）より西側に位置し西崎親水公園から南側が4丁目、北側が5丁目である。全域が糸満工業団地でほとんどが工場や物流倉庫で住宅は少ない。住居表示未実施だが今後実施する場合、別の町名に変更する可能性もあるものの今のところ実施の予定はない。

### 主要施設
- 道の駅いとまん
- 糸満市屎尿処理場

### 進出した主な企業

#### 西崎町4丁目
- ホクガン（ANMAR）糸満工場（水産加工品）
- 沖縄ヤマト運輸
- 沖縄福山通運
- 沖縄伊藤園
- 赤マルソウ（みそ・醤油）
- サン食品（麺類）
- 青い海（製塩業）
- リューセロ
- 近代美術糸満工場
- ジェイシーシー（レストランチェーン）

#### 西崎町5丁目
- 琉球の館（土産品店）
- 佐川急便那覇店

## 西崎6丁目
当地域の南東部に位置しており、1994年の住居表示で西崎町2丁目から分離した。当地域のみならず近くの兼城交差点周辺と並んで糸満市内でもっとも大きい商業地でスーパーや銀行などがこちらに集中しており、西崎地域の中心地である。かつてはダイエーやトイザらスなど大型スーパーもこの地区内にあったが、周辺地域の大型スーパー進出や経営合理化により撤退している。

### 主要施設

#### 現存する施設
- 糸満西崎郵便局
- 糸満警察署西崎交番
- 琉球銀行西崎支店
- 沖縄銀行西崎支店（1993年に字糸満川尻区にあった白銀堂支店より移転）
- 沖縄海邦銀行西崎支店
  - 沖縄海邦銀行糸満支店（2020年に字糸満新島区より西崎支店内に店舗内店舗として移転）
- タウンプラザかねひで西崎店

#### かつて存在した施設
- ダイエー糸満店（1986年ショッパーズ糸満として開店、ダイエーの経営悪化により2002年に閉店。建物もその後解体）
- アクティー糸満（1985年に開店、その後佐賀県を地盤とするオサダのフランチャイズ店となるが兼城交差点付近の大型スーパー進出などにより閉店、現在はパチンコ店に転用）
- トイザらス糸満店（1990年代後半に開店したものの那覇新都心へ出店のため2003年閉店）

## 沿革
- 1970年代後半　川尻地先埋立地（現在の西川町）先端部が埋め立てられ、沖縄水産高校と糸満警察署（当時）が移転（前者は1976年、後者は1978年）
- 1980年5月　潮平地先公有水面埋立事業に免許交付され、事実上の着工となる
- 1982年7月　大型船が接岸可能な新漁港（糸満漁港北地区）が完成
- 1983年4月　西崎小学校が開校
- 1984年　西崎埋立工事が竣工。西崎球場が完成。
- 1985年12月　初のスーパーとなるアクティ糸満ショッピングセンターが開店（1988年に佐賀県に本社を抱えるオサダのフランチャイズ店となり「アクティーオサダ」となる）
- 1986年4月　西崎中学校が開校
- 1986年5月　西崎総合体育館が完成
- 1986年11月　ショッパーズ糸満（のちのダイエー糸満店）が開店（2002年8月閉店）
- 1987年10月　沖縄県内で開催の国体で西崎球場が軟式野球、同総合体育館がバドミントンのそれぞれ会場となる
- 1989年2月　プロ野球オリックスが西崎球場で初めてキャンプを実施（1992年まで、翌年から宮古島市に）
- 1991年　西崎陸上競技場が完成
- 1993年4月　光洋小学校が開校
- 1994年2月　西崎町1丁目・2丁目が住居表示実施で、西崎1丁目・2丁目・6丁目となる
- 1997年　スポーツロッジ糸満がオープン
- 1999年　西崎親水公園で130万県民「平和の光」事業として「いとまんピースフルイルミネーション」開催（2004年度まで。2005年度から市摩文仁のうちなーファーム（2015年まで糸満観光農園）に会場変更）
- 2007年　国道331号豊見城道路が全線暫定2車線で開通し、豊見城市豊崎と繋がり直接那覇市・那覇空港方面へ行き来が可能になる。
- 2009年5月　沖縄本島南部では初の本格的リゾートホテルとなるサザンビーチホテル＆リゾートオキナワがオープン
- 2009年9月　日本最南端の道の駅となる道の駅いとまんが開駅
- 2012年　国道331号糸満道路が全線暫定2車線で開通し、糸満高架橋経由で潮崎や真栄里方面と繋がる
- 2016年　国道331号豊見城道路が全線完成4車線化[3]）。
- 2017年3月　国道331号糸満道路が全線完成4車線化し、4月に国道331号が豊見城道路とともに本線に昇格[4]。

## 交通

### 道路
- 国道331号（沖縄西海岸道路）
  - 豊見城道路（県道250号交点から北）
  - 糸満道路（県道250号交点から南）
- 沖縄県道250号糸満具志頭線

### 路線バス
長らく81番・西崎向陽高校線（琉球バス交通）と89番・糸満（高良）線（琉球バス交通・沖縄バス共同運行）が乗り入れているが、前者は平日の朝夕2往復しかなく、後者は10往復が西崎経由であとは沖縄県道256号豊見城糸満線（旧国道331号）を通る。
2020年10月5日から東京バスが那覇市の国際通り入口から那覇空港経由で現在の国道331号である沖縄西海岸道路豊見城道路・糸満道路を通り糸満市役所発着（2022年7月23日より名城の琉球ホテル＆リゾート名城ビーチまで延長）のハーレーエクスプレスが運行開始し、道の駅いとまんとサザンビーチホテルの専用バス停に停車する（糸満市内ではこのほかに停車するのは糸満市役所と発着地の琉球ホテル＆リゾート名城ビーチのみで、市外では那覇市の赤嶺駅、那覇空港国内線ターミナル前、そして発着地の国際通り入口の3ヶ所で豊見城市には停車しない）。
そして2021年1月12日より189番・糸満空港線（琉球バス交通）が運行開始し、こちらも西崎から先は国道331号を通って那覇空港へ直接向かう（西崎2丁目～那覇空港の間にはバス停留所がなく、区間内を通る豊見城市内には停車しない）。
さらに同年10月1日より、市内南部（高嶺・三和各地域）を通っている南部循環線（107番・108番、琉球バス交通）が西崎方面にも乗り入れ開始し、81番や89番が通らないルートを通り、国道から西側の西崎工業団地内にも乗り入れている。107番は市内各地を通った後に潮平と西崎を通り、108番は逆に西崎と潮平を通った後に市内各地を通る。
当地域にはバス停が以下の23ヶ所あり、路線ごとに停車するバス停が異なる（カッコ内の数字は停車するバスの系統番号）。また近くの国道331号の旧道にあたる県道256号にも西崎入口（旧国道側はかつての第一製糖前）、潮平、阿波根の3ヶ所のバス停があるほか（89番の西崎を経由しないルートはこの3ヶ所のバス停に停車する）、107番と108番は西崎の手前の潮平北バス停にも停車する（107番は西崎地域内へ入る前、108番は西崎地域内を通った後にそれぞれ停車）。また、道の駅糸満前バス停は107・108が構内のみ停車。189は国道側のみ停車となっている。

#### 西崎地域内にあるバス停留所
（81は西崎向陽高校線、89は糸満（高良）線（西崎経由）、107番と108番は南部循環線、189は糸満空港線）
- 西崎入口（81・89・107・108）
- 西崎小学校入口（89）
- 水産高校前（81・107・108・189）
- 沖水グラウンド前（107・108・189）
- 西崎特別支援学校前（107・108・189）
- 道の駅いとまん前（国道側）（189）
- 道の駅いとまん前（道の駅構内）（107・108)
- 西崎小学校前（81）
- 工業団地入口（89）
- 西崎二丁目（89・189）
- 西崎みなと公園前（107・108）
- 西崎四丁目（107・108）
- 西崎パークゴルフ場入口（107・108）
- 西崎交差点前（107・108）
- 西崎運動公園南（107・108）
- 親水公園前（81・107・108）
- 西崎第二団地前（89）
- 西崎運動公園前（89）
- 光洋小学校入口（81・107・108）
- 西崎中学校入口（81・89）
- 西崎ニュータウン（107・108）
- 西崎中学校前（107・108）
- 西崎近隣公園前（107・108）
- 潮平北（107・108）

#### 西崎地域内を通るバス路線のルート
81番・西崎向陽高校線（琉球バス交通）
平日朝夕2往復の運行で玉泉洞行き（下り）、糸満バスターミナル行き（上り）いずれも西崎地域内バス停は片方向のみ、旧国道内の阿波根、潮平、西崎入口の各バス停は糸満ロータリー方面南行きのみ停車する。玉泉洞行きは先に西崎地域内を通り、逆に糸満バスターミナル方面は最後に西崎地域内を通る。
- （糸満入口）→水産高校前→西崎小学校前→親水公園前→光洋小学校入口→西崎中学校入口→阿波根→潮平→西崎入口（旧国道側）→（糸満入口）

89番・糸満（高良）線（琉球バス交通・沖縄バスの共同運行）
西崎経由は10往復のみで以下のバス停に停車する。西崎を経由しない場合は県道256号（旧国道331号）を通り、阿波根、潮平、西崎入口の3ヶ所のバス停に停車する。
- 阿波根 - 西崎中学校入口 - 西崎運動公園前 - 西崎第二団地前 - 西崎二丁目 - 工業団地入口 - 西崎小学校前 - 西崎入口

（阿波根バス停は糸満バスターミナル行きは西崎側、那覇行きは旧国道側に停車、西崎入口バス停はいずれも県道250号側に停車する）
107番・南部循環（真壁廻り）線（琉球バス交通）
- 糸満バスターミナル→（糸満ロータリー（旧国道南側のみ停車）→潮崎・糸満市役所→高嶺→真壁→米須→喜屋武→潮崎・糸満市役所→糸満ロータリー（旧国道の南側と北側両方停車）→糸満入口）→西崎入口→潮平→潮平北→西崎近隣公園前→西崎中学校前→西崎ニュータウン→光洋小学校前→親水公園前→西崎運動公園前南→西崎交差点前→西崎パークゴルフ場入口→西崎四丁目→西崎みなと公園前→道の駅いとまん前(道の駅構内のみ停車)→西崎特別支援学校前→沖水グラウンド前→水産高校前→（糸満入口→糸満ロータリー（旧国道北側のみ停車））→糸満バスターミナル

108番・南部循環（喜屋武廻り）線（琉球バス交通）
- 糸満バスターミナル→（糸満ロータリー（旧国道北側のみ停車）→糸満入口）→水産高校前→沖水グラウンド前→西崎特別支援学校前→道の駅いとまん前(道の駅構内のみ停車)→西崎みなと公園前→西崎四丁目→西崎パークゴルフ場入口→西崎交差点前→西崎運動公園前南→親水公園前→光洋小学校前→西崎ニュータウン→西崎中学校前→西崎近隣公園前→潮平北→潮平→西崎入口→（糸満入口→糸満ロータリー（旧国道北側と南側両方停車）→潮崎・糸満市役所→喜屋武→米須→真壁→高嶺→潮崎・糸満市役所）→糸満バスターミナル

189番・糸満空港線（琉球バス交通）
- 那覇空港 - （国道331号を通るがその間は通過） - 西崎二丁目 - 道の駅いとまん前(国道側のみ停車) - 西崎特別支援学校前 - 沖水グラウンド前 - 水産高校前 - （糸満入口 - 糸満ロータリー） - 糸満バスターミナル

TK01・ハーレーエクスプレス＆TK02・ウミカジライナー（東京バス）
2020年の運行開始以来ハーレーエクスプレスが那覇市の国際通り入口（パレットくもじ前）と糸満市役所を結んでいたが、2021年7月下旬よりこれまで那覇空港と豊見城市の瀬長島や豊崎を結んでいたウミカジライナーがハーレーエクスプレスと同じルートに延長。これによりウミカジライナーがメインとなり、ルートがほぼ被るハーレーエクスプレスは大幅減便で朝のみ運行となり、国際通り入口行き（上り）が平日4便、土休日1便、糸満市役所行きの下りは平日の赤嶺駅発1便だけとなった。
さらに2022年7月23日より名城の琉球ホテル＆リゾート名城ビーチ開業に伴い、ハーレーエクスプレス（下り便のみ）とウミカジライナーも同ホテルまで延長。ハーレーエクスプレスは引き続き朝のみで国際通り入口行き（上り）はいずれも糸満市役所発で平日3便、土休日2便、糸満市役所経由琉球ホテル＆リゾート名城ビーチ行き（下り）は土休日も再開され平日も含め最初の2便のみで、初便は那覇空港始発（赤嶺駅から那覇空港へ変更）、2便目が国際通り入口発で同路線下りでは事実上再開となった。
なお、同日に運行開始した那覇空港と琉球ホテル＆リゾート名城ビーチを往復する「TK03・琉球ホテルエアポートリムジン」は既存の一部を除きハーレーエクスプレスやウミカジライナーとほぼ同じルートだが空港～ホテルの直行バスのため、途中停車のバス停はなく、西崎地域内は通過となる。
- TK01・ハーレーエクスプレス：国際通り入口（パレットくもじ前） - 那覇商業高校前（松山入口） - 那覇空港 - （那覇西道路） - 赤嶺駅 - （国道331号を通るがその間通過） - 道の駅いとまん - 糸満市役所 - 琉球ホテル＆リゾート名城ビーチ（下り便のみ）
- TK02・ウミカジライナー：国際通り入口（パレットくもじ前） - （その間は那覇空港や赤嶺駅も含めTK01と同じ） - 瀬長島（琉球温泉瀬長島ホテルウミカジテラス） - 豊崎（アウトレットモール　あしびなー（糸満市役所行きの下りのみ停車） - イーアス沖縄豊崎（DMMかりゆし水族館）） - 道の駅いとまん - サザンビーチホテル＆リゾート沖縄 - 糸満市役所 - 琉球ホテル＆リゾート名城ビーチ
- TK03・琉球ホテルエアポートリムジン:那覇空港国内線旅客ターミナル - 琉球ホテル＆リゾート名城ビーチ(ホテル直行便のため、途中全てのバス停を通過する)

## 隣接地域
糸満市
- 潮平
- 兼城
- 西川町
- 糸満
  - 町端区
  - 西区

豊見城市
- 豊崎
- 翁長